# Herbert Jennings Rose
Herbert Jennings Rose (5 mai 1883, Orillia - 31 juillet 1961, St Andrews) est un spécialiste de la mythologie grecque et de la religion romaine.

## Biographie
Né à Orillia, dans Ontario, au Canada, d'une famille d'origine écossaise, Il étudia à l'université McGill puis grâce à une Bourse Rhodes au Balliol College à Oxford.
Pendant quatre ans, il fut boursier et tuteur au Exeter College. En 1911, il épouse Eliza Plimsoll, la fille ainée de Samuel Plimsoll.
De 1919 à 1927, Rose est professeur de latin à l'Université du pays de Galles à Aberystwyth et de 1927 à 1953 professeur de grec à l'université de St Andrews. Dans le même temps, en 1934, il devient membre de la British Academy.

## Travaux
Rose est particulièrement connu pour ses ouvrages A Handbook of Greek Mythology et Ancient Roman Religion. Son Handbook of Greek Mythology est toujours largement utilisé comme ouvrage de référence.

## Publications
- Modern Methods in Classical Mythology, (St. Andrews) 1930;
- A Handbook of Greek Literature from Homer to Lucian, 1934;
- Hygini Fabulae, 1934;
- A Handbook of Latin Literature (1954)
- Primitive Culture in Greece (London, 1925)
- Primitive Culture in Italy (London, 1926)
- A Handbook of Greek Mythology (1929)
- Ancient Greek Religion (London, 1948)
- Ancient Roman Religion (London, 1949)
- Gods and Heroes of the Greeks (London, 1957)
- A Commentary on the surviving plays of Aeschylus, 1957-8
- Outline of Classical Literature for Students of English (London, 1959)